# زیره سبز (سرده)
زیره سبز (نام علمی: Cuminum) نام یک سرده از تیره چتریان است.